# 陳曙 (南唐)
陈曙，南唐蕲州善坛观道士，陆游《南唐书》说他是蜀地人，举进士。
唐末避居淮南。人称他百岁，但不知道他的实际年龄。每天步行数百里，乡人有集会，有时是祭神。陈曙不等别人邀请他，去了之后，醉饱而辞去。与是人多虚席设醴以待。同一天有时去数家吃喝。家中只有一榻，素书数卷。与蛇虎杂居，不设門窗，雨雪满室，依然自若。唐烈祖听说后，想要召见他。使者未至，他叹息道：“吾老矣，何益于国，而枉见召。”《南唐书》作唐元宗命中书舍人高越召见他，他没有去。保大年间，至深夜独焚香于庭，仰天拜祝，退而大哭。不久，后周南征南唐。后过长江，在永兴景星废观居住，后徙居鄂渚及洪之西山。去世后，好几天才棺敛，尸体徧体发汗。